# タヴァサホビーハウス
タヴァサホビーハウスは、東京都新宿区に所在する鉄道模型専門店である。

## 概要
Nゲージ鉄道模型のキットや関連アイテムを製造・販売している。店名の由来は、テレビドラマ『奥さまは魔女』のタバサから。Nゲージのガレージキットメーカーの先駆けとなった模型店。

## 沿革
1979年からNゲージのペーパー車体型紙の発売を開始。1990年以降、関水金属の国鉄EF58形電気機関車用グレイの台車枠発売を皮切りに真鍮製車体キットや旧形国電用を中心とした細密化ディテールパーツ製品の発売を開始した。これらの製品は宮沢模型経由で日本各地の鉄道模型店へ流通している。
1994年に日本Nゲージモデラーズ協会を設立し、1995年よりJNMAフェスティバルを開催している。JNMAフェスティバルにあわせた限定商品なども発売している。